# آل كروودز
آل كروودز (بالإنجليزية: The Croods)، أيضاً يعرف بعنوان عائلة كروود حسب المدبلج المصري، هو فيلم مغامرة كوميدي متحرك أمريكي بتقنية 3D صدر في 2013. الفيلم من إنتاج دريم ووركس أنيمايشن، ومن توزيع تونتيث سينتشوري فوكس. كتابة وإخراج كيرك ديميكو وكريس ساندرز، والآداء الصوتي للفيلم من بطولة نيكولاس كيج، و‌رايان رينولدز، و‌كاثرين كينر، و‌إيما ستون، و‌ديوك كلارك، و‌كلورس ليتشمان. تدور أحداث الفيلم في حقبة خيالية تعود إلى عصور ما قبل التاريخ تشبه حقبة البليوسين والمعروفة باسم "The Croodaceous" (فترة ما قبل التاريخ والتي تحتوي على مخلوقات خيالية) عندما يكون دور رجل الكهف في عصور ما قبل التاريخ باعتباره «قائد الصيد» مهددًا بوصول عبقري يأتي معه  اختراعات ثورية جديدة أثناء تجوالهم في أرض خطيرة ولكنها غريبة بحثًا عن منزل جديد.

## الصدور
صدر الفيلم في 15 فبراير 2013 وعُرض لأول مرة في الدورة الثالثة والستين من مهرجان برلين السينمائي الدولي في شباط/فبراير 2013. وصدر في الولايات المتحدة بتاريخ 22 مارس 2013.

## لعبة فيديو
أصدر لعبة فيديو مقتبسة عن الفيلم بعنوان ذا كروودز: بريهستورك بارتي! (بالإنجليزية: The Croods: Prehistoric Party!‎). واللعبة من تطوير شركة تورس جيمز (Torus Games)، ومن نشر شركة دي3 بابليشر (D3 Publisher) على أجهازة وي، و‌وي يو، و‌نينتندو دي إس، و‌نينتندو 3دي إس.